# Curt O. Schaller
Curt Oswald Schaller (Múnich, 22 de junio de 1964) es un director de fotografía, operador de Steadicam y fotógrafo alemán. También es el desarrollador y diseñador de los sistemas de estabilización de cámara de ARRI. En 2025, recibió un Premio Óscar por el concepto, diseño y desarrollo del sistema Trinity-2.

## Biografía
En 1984, Schaller comenzó a formarse como asistente de cámara y posteriormente como camarógrafo en los Estudios de Cine y Televisión de Baviera.
Tras su formación, trabajó inicialmente como camarógrafo de estudio hasta que se especializó en documentales extranjeros a principios de los 90. Desde mediados de los 90, Curt O. Schaller trabajó como camarógrafo en producciones de series y como operador de steadicam en series de televisión, películas, programas y documentales.
A finales de la década de 1990, Schaller aprovechó su experiencia como camarógrafo y operador de Steadicam para desarrollar sus propios sistemas de estabilización de cámara, que evolucionaron en la serie Artemis de Sachtler / Vitec Videocom en 2001. Esta serie, desarrollada por él, fue el primer sistema modular de estabilización de cámara del mundo cuando se lanzó en la feria NAB de 2001 en Las Vegas. Además, los sistemas Artemis HD fueron los primeros sistemas de estabilización de cámara Full HD del mundo en su momento.
En 2015, Curt O. Schaller desarrolló el sistema (artemis) Trinity junto con Roman Foltyn, ingeniero con doctorado. Fue el primer sistema de estabilización de cámara del mundo que combinaba un sistema de estabilización mecánico y electrónico.
En abril de 2016, transfirió toda su cartera de productos Artemis de Sachtler / Vitec Videocom a ARRI, donde se desempeñó como gerente de producto de sistemas de estabilización de cámara, impulsando el desarrollo de los sistemas (artemis) Trinity.
En 2025, Curt O. Schaller recibió el Academy Scientific and Engineering Award por su concepto, diseño y desarrollo del sistema Trinity-2.
Además, desde 1998 trabaja también como docente en la formación de operadores de Steadicam en todo el mundo.

## Sistemas de estabilización de cámara
- ARRI ARTEMIS 2
- ARRI TRINITY 2

## Premios
- 2016: Cine Gear Expo Technical Award por el desarrollo del sistema de estabilización de cámara ARRI (Artemis) Trinity
- 2016: cinecAward por el desarrollo del sistema de estabilización de cámara ARRI (Artemis) Trinity
- 2017: BIRTV Award por el desarrollo del sistema de estabilización de cámara ARRI (Artemis) Trinity
- 2025: Academy Scientific and Engineering Award por el concepto, diseño y desarrollo del sistema Trinity 2[1][2][3]